# Alfa Romeo 185T
Alfa Romeo 185T je dirkalnik Formule 1 Alfe Romeo, ki je bil v uporabi v sezoni 1985, ko sta z njim dirkala Riccardo Patrese in Eddie Cheever. To je za zdaj zadnji dirkalnik Formule 1 s strani Alfe Romeo, saj se je po koncu sezone 1985 umaknila iz Formule 1. Po tem, ko v prvi polovici sezone 1985 dirkalnik ni dosegel niti ene uvrstitve v točke, je bil dirkalnik za drugo polovico sezone zamenjan z nadgrajeno različico lanskoletnega dirkalnika 184TB.

## Popolni rezultati Formule 1
(legenda) 
| Leto | Moštvo                   | Motor          | Gume | Dirkača          | 1   | 2   | 3   | 4   | 5   | 6    | 7   | 8  | 9   | 10  | 11  | 12  | 13  | 14 | 15  | 16  | Toč | Prv |
| ---- | ------------------------ | -------------- | ---- | ---------------- | --- | --- | --- | --- | --- | ---- | --- | -- | --- | --- | --- | --- | --- | -- | --- | --- | --- | --- |
| 1985 | Benetton Team Alfa Romeo | Alfa Romeo V8T | G    |                  | BRA | POR | SMR | MON | KAN | VZDA | FRA | VB | NEM | AVT | NIZ | ITA | BEL | EU | JAR | AVS | 0   | 12. |
| 1985 | Benetton Team Alfa Romeo | Alfa Romeo V8T | G    | Riccardo Patrese | Ret | Ret | Ret | Ret | 10  | Ret  | 11  | 9  |     |     |     |     |     |    |     |     | 0   | 12. |
| 1985 | Benetton Team Alfa Romeo | Alfa Romeo V8T | G    | Eddie Cheever    | Ret | Ret | Ret | Ret | 17  | 9    | 10  |    |     |     |     |     |     |    |     |     | 0   | 12. |